# Siriwat Chotiwecharak
Siriwat Chotiwecharak (thailändisch ศิริวัฒน์ โชติเวชารักษ์, * 20. April 1989 in Chainat) ist ein thailändischer Fußballspieler.

## Karriere
Siriwat Chotiwecharak stand von 2013 bis 2014 bei Bangkok United unter Vertrag. Der Verein aus der Hauptstadt Bangkok spielte in der ersten Liga des Landes, der Thai Premier League. 2014 wechselte er nach Sisaket, wo er sich dem Ligakonkurrenten Sisaket FC anschloss. Die Saison 2015 wurde er vom Erstligaaufsteiger Saraburi FC verpflichtet. Für den Verein aus Saraburi absolvierte er 18 Erstligaspiele. Ende 2015 wurde der Verein aufgelöst. Nach der Auflösung unterschrieb er für die Saison 2016 einen Vertrag beim Bangkoker Zweitligisten Air Force Central. Als Tabellenvierter stieg er mit dem Verein am Ende der Saison in die erste Liga auf. Nach dem Aufstieg verließ er den Klub und schloss sich Anfang 2017 dem Zweitligisten PT Prachuap FC an. Am Ende der Saison wurde er mit PT Tabellendritter und stieg abermals in die erste Liga auf. Ayutthaya FC, ein Drittligist aus Ayutthaya nahm ihn die Saison 2018 unter Vertrag. Mit Ayutthaya spielte er in der Upper Region der dritten Liga. Nach einer Saison wechselte er zum Amateurligisten Royal Thai Air Force FC. Am Ende der Saison 2019 stieg er mit dem Verein in die Thai League 4vierte Liga auf. Nach dem zweiten Spieltag der Saison 2020 wurde die Saison wegen der COVID-19-Pandemie unterbrochen. Nach der Unterbrechung wurden die dritte- und die vierte Liga zusammengelegt. Fortan spielte er mit der Air Force in der Bangkok Metropolitan Region der dritten Liga. Ende Dezember 2023 wurde sein Vertrag bei der Air Force nicht verlängert.